# Molophilus tugloensis
Molophilus tugloensis är en tvåvingeart som beskrevs av Günther Theischinger 2000. Molophilus tugloensis ingår i släktet Molophilus och familjen småharkrankar. Inga underarter finns listade i Catalogue of Life.